# Třída Eidsvold
Třída Eidsvold byla třída pobřežních bitevních lodí norského královského námořnictva. Jednalo se o vylepšenou verzi třídy Tordenskjold. Byly to největší norské válečné lodě v období první a druhé světové války. Společně s třídou Tordenskjold tvořily po několik dekád jádro norského námořnictva. Celkem byly postaveny dvě jednotky této třídy. Ve službě byly v letech 1901–1940. Obě plavidla byla potopena německým námořnictvem v první den německé invaze do Norska při obsazení Narviku.

## Stavba
Stavba dvou jednotek této třídy byla objednána u britské loděnice Armstrong Whitworth v Elswicku. Vývoj byl dokončen roku 1898. Obě jednotky byly do služby přijaty roku 1901.
Jednotky třídy Eidsvold:
| Jméno    | Založení kýlu | Spuštěna        | Dodání    | Status                                                                                       |
| -------- | ------------- | --------------- | --------- | -------------------------------------------------------------------------------------------- |
| Eidsvold | 1899          | 14. června 1900 | 1901      | Dne 9. dubna 1940 byla před Narvikem torpédována německým torpédoborcem Wilhelm Heidkamp.    |
| Norge    | 1899          | 31. ledna 1900  | únor 1901 | Dne 9. dubna 1940 byla v přístavu Narvik torpédována německým torpédoborcem Bernd von Arnim. |

## Konstrukce

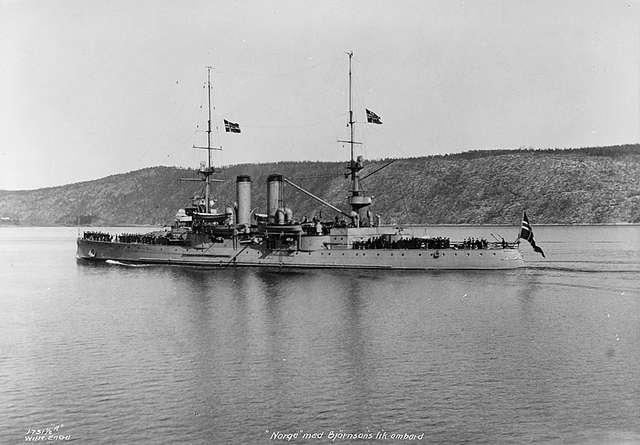
Norge v roce 1910

Plavidla chránil kruppův pancíř. Jejich výzbroj tvořily dva 210mm kanóny v jednodělových věžích, šest 150mm kanónů, osm 76mm kanónů, čtyři 47mm kanóny a dva 450mm torpédomety. Pohonný systém tvořilo šest kotlů Yarrow a dva parní stroje s trojnásobnou expanzí o výkonu 4500 hp, pohánějící dva lodní šrouby. Nejvyšší rychlost dosahovala 16,5 uzlu. Dosah byl 6000 námořních mil při rychlosti 10 uzlů.

### Modernizace
Během služby třída neprošla žádnou rozsáhlejší modernizací. Hlavní změnou bylo posílení protiletadlové výzbroje na konci 30. let.